# Campanes roges. Vaig veure néixer un nou món
Campanes roges. Vaig veure néixer un nou món (en rus: Красные колокола. Я видел рождение нового мира, Krasnie kolokola. Ia videl rogdenie novovo mira) és una pel·lícula soviètica de 1982 dirigida per Serguei Bondartxuk. La pel·lícula, de gènere biogràfic-històric pren com a base les memòries del periodista americà John Reed, que relata en el seu diari Deu dies que sacsejaren el món les seves experiències viscudes durant la Revolució d'Octubre de 1917. Seguint la tradició de Serguei Eisenstein, el cineasta Bondartxuk aconsegueix reconstruir amb precisió documental un quadre real, viu i verídic dels esdeveniments que van precedir l'esclat de la Revolució d'Octubre. Per assolir aquest propòsit, conscientment Bondartxuk va elegir a actors desconeguts pels papers principals de la pel·lícula. Per primera vegada, una pel·lícula va mostrar actors interpretant figures cabdals de la revolució que posteriorment havien sigut prohibits, com per exemple Lev Kàmenev, Grigori Zinóviev o Lev Trotski.

## Argument
Amb acurada rigorositat i versemblança històrica, Campanes roges. Vaig veure néixer un nou món recrea els convulsos esdeveniments de 1917 succeïts entre el retorn de Lenin a Rússia i l'esclat de la Revolució d'Octubre. Les èpiques escenes de la pel·lícula mostren les massives manifestacions plenes d'onejants banderes roges, agitades sessions de debats parlamentaris, apassionats discursos de Lenin, devastats camps de batalla o concorreguts carrers de la ciutat de Sant Petersburg en plena incandescència revolucionària.
La pel·lícula immortalitza llegendaris moments com el popular discurs de Lenin a la seva arribada a l'estació de Sant Petersburg, la multitudinària manifestació de juliol aplastada sanguinàriament pel govern de torn o la destrucció de la impremta del diari Pravda (Правда), de la qual només Lenin en va poder escapar.
Sempre al peu del canó, l'omnipresent periodista John Reed, no volent-se perdre cap esdeveniment, incansablement registra en el seu bloc de notes cada un dels històrics esdeveniments que té el privilegi d'anar vivint, ja sigui durant una instrucció de la guàrdia roja en una plaça de Sant Petersburg, un discurs de Kérenski al Palau Mariinski, una insurrecció armada a l'edifici històric del Comitè Central dels bolxevics o als corredors del Palau d'Hivern i del revolucionari Institut Smolni.

## Repartiment
- Franko Nero — John Reed
- Sidni Rom — Louise Bryant, la seva esposa
- Anatoli Ustiujaninov — Lenin
- Bogdan Stupka — Aleksandr Kérenski
- Valeri Barinov — Nikolai Podvoiski
- Aleksandr Saiko
- Petr Vorobev
- Tenguis Dauxvili
- Vladimir Sedov
- Nikolai Burov
- Danil Domobrovski — Iàkov Mikhailovski Sverdlov
- Iuli Balmusov
- Garis Koltxitski
- Ianis Kluxs — Eino Abràmovitx Ràkhia
- Elena Finogueieva — Aleksandra Kollontai
- Valeri Zakharev — Boris Bladímirovitx Panin
- Irina Skobtseva – Dama al riu Neva
- Paul Butkevitx — Soldat a l'estació
- Òleg Fedorov
- Boris Nevzorov
- Lev Durov
- Nikolai Boiarski